# Cindy Burgerová

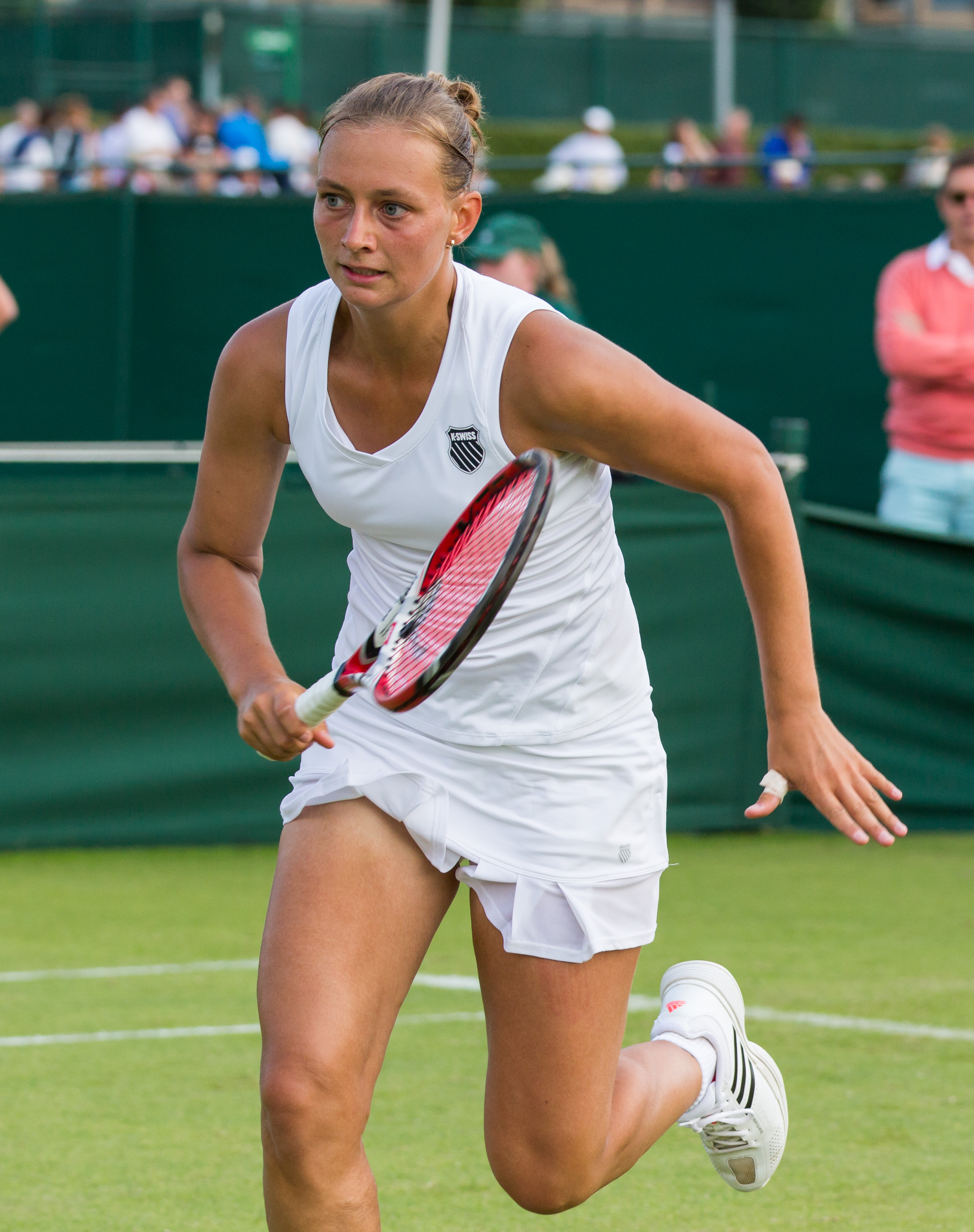
Ve wimbledonské kvalifikaci 2015

Cindy Burgerová (* 25. listopadu 1992 Volendam) je nizozemská profesionální tenistka. Ve své dosavadní kariéře na okruhu WTA Tour nevyhrála žádný turnaj. V rámci okruhu ITF získala do května 2016 dva tituly ve dvouhře a čtyři ve čtyřhře.
Na žebříčku WTA byla ve dvouhře nejvýše klasifikována v dubnu 2016 na 148. místě a ve čtyřhře pak v září 2015 na 200. místě. Trénují ji Vincent van Gelderen a Freek Tissink.
V nizozemském fedcupovém týmu debutovala v roce 2016 moskevským čtvrtfinálem světové skupiny proti favorizovanému Rusku. Již za rozhodnutého stavu hladce prohrála s Rusovou čtyřhru, když nestačily na dvojici Darja Kasatkinová a Jekatěrina Makarovová. Nizozemky postoupily 3:1 na zápasy. Do dubna 2016 v soutěži nastoupila k jedinému mezistátním utkáním s bilancí 0–0 ve dvouhře a 0–1 ve čtyřhře.

## Tenisová kariéra
V rámci hlavních soutěží událostí okruhu ITF debutovala v červnu 2009, když na turnaj v Rotterdamu s dotací 10 tisíc dolarů obdržela divokou kartu. Po výhře nad Bulharkou Volhou Dukovou ji ve druhém kole zastavila běloruská tenistka Iryna Kurjanovičová. Premiérový singlový titul kariéry v této úrovni vybojovala v srpnu 2013 na antukové události v Bukurešti s dotací 10 tisíc dolarů poté, co ve finále zdolala Rumunku Cristinu Adamescuovu.
Na okruhu WTA Tour ve dvouhře debutovala během dubna na bogotském Copa Colsanitas 2015. Po zvládnuté kvalifikaci v prvním kole hlavní soutěže podlehla druhé nasazené Portoričance Mónice Puigové, jíž odebrala pět gamů.
První čtvrtfinálové účasti na túře WTA zaznamenala během Rio Open 2016 probíhajícího v Riu de Janeiru. Jako kvalifikantka na úvod vyřadila americkou turnajovou čtyřku Christinu McHaleovou, aby na ni nenašla recept ani Bulharka Elica Kostovová. Mezi poslední osmičkou hráček ji zastavila pozdější vítězka turnaje Francesca Schiavoneová po třísetovém průběhu.
Debut v kvalifikačním turnaji grandslamu odehrála na US Open 2014. V zahajovacím zápase ji však přehrála Francouzka Irena Pavlovicová.

## Finále na okruhu ITF
| 100 000$ tournaments |
| 75 000$ tournaments  |
| 50 000$ tournaments  |
| 25 000$ tournaments  |
| 15 000$ tournaments  |
| 10 000$ tournaments  |

### Dvouhra: 12 (2–10)
| Stav       | č.  | datum             | turnaj                  | povrch     | soupeřka ve finále     | výsledek           |
| ---------- | --- | ----------------- | ----------------------- | ---------- | ---------------------- | ------------------ |
| Finalistka | 1.  | srpen 2012        | Braunschweig, Německo   | antuka     | Katharina Lehnertová   | 4–6, 6–2, 6–7(6–8) |
| Finalistka | 2.  | 8. září 2012      | Engis, Belgie           | antuka     | Kateřina Vaňková       | 2–6, 4–6           |
| Finalistka | 3.  | 27. dubna 2013    | San Severo, Itálie      | antuka     | Giulia Sussarellová    | 3–6, 1–6           |
| Finalistka | 4.  | 16. června 2013   | Amstelveen, Nizozemsko  | antuka     | Ysaline Bonaventureová | 4–6, 2–6           |
| Finalistka | 5.  | 28. července 2013 | Horb am Neckar, Německo | antuka     | Carolin Danielsová     | 5–7, 4–6           |
| Vítězka    | 1.  | 25. srpna 2013    | Bukurešť, Rumunsko      | antuka     | Cristina Adamescuová   | 6–4, 6–4           |
| Finalistka | 6.  | 1. září 2013      | Mamaia, Rumunsko        | antuka     | Cristina Dinu          | 7–6(7–5), 5–7 0–6  |
| Finalistka | 7.  | 22. prosince 2013 | Bertioga, Brazílie      | tvrdý      | Ulrikke Eikeriová      | 3–6, 3–6           |
| Vítězka    | 2.  | 28. června 2014   | Périgueux, Francie      | antuka     | Florencia Molinerová   | 7–5, 6–1           |
| Finalistka | 8.  | 29. března 2015   | Le Havre, Francie       | antuka (h) | Alice Matteucciová     | 6–4, 4–6, 6–7(3–7) |
| Finalistka | 9.  | 10. května 2015   | Tunis, Tunisko          | antuka     | María Irigoyenová      | 2–6, 5–7           |
| Finalistka | 10. | 13. března 2016   | Curitiba, Brazílie      | antuka     | Catalina Pellová       | 7–5, 4–6, 2–6      |

### Čtyřhra: 10 (4–6)
| Stav       | č. | datum             | turnaj                          | povrch     | spoluhráčka         | soupeřky ve finále                      | výsledek              |
| ---------- | -- | ----------------- | ------------------------------- | ---------- | ------------------- | --------------------------------------- | --------------------- |
| Vítězka    | 1. | 22. března 2013   | Gonesse, Francie                | antuka (h) | Daniela Seguelová   | Anne Schäferová Kateřina Vaňková        | 6–7(6–8), 6–3, [10–2] |
| Finalistka | 1. | 19. dubna 2013    | Šibenik, Chorvatsko             | antuka     | Anna Klasenová      | Barbora Krejčíková Polina Lejkinová     | 6–3, 3–6, [10–12]     |
| Vítězka    | 2. | 10. května 2013   | Båstad, Švédsko                 | antuka     | Milana Špremová     | Ysaline Bonaventureová Maria Mochová    | 6–1, 6–4              |
| Vítězka    | 3. | 7. září 2013      | Alphen aan den Rijn, Nizozemsko | antuka     | Daniela Seguelová   | Demi Schuursová Eva Wacannová           | 6–4, 6–1              |
| Finalistka | 2. | 4. října 2013     | La Vall d'Uixó, Španělsko       | antuka     | Arantxa Rusová      | Florencia Molinerová Laura Thorpeová    | 1–6, 4–6              |
| Finalistka | 3. | 30. května 2014   | Maribor, Slovinsko              | antuka     | Daniela Seguelová   | Barbora Krejčíková Kateřina Siniaková   | 0–6, 1–6              |
| Vítězka    | 4. | 12. října 2014    | Rock Hill, Spojené státy        | tvrdý      | Sharon Fichmanová   | Despina Papamichailová Janina Toljanová | 4–6, 6–1, [10–6]      |
| Finalistka | 4. | 6. února 2015     | Grenoble, Francie               | tvrdý (h)  | Manon Arcangioliová | Hiroko Kuwatová Demi Schuursová         | 1–6, 3–6              |
| Finalistka | 5. | 2. května 2015    | Wiesbaden, Německo              | antuka     | Veronika Kapšajová  | Carolin Danielsová Viktorija Golubicová | 4–6, 6–4, [6–10]      |
| Finalistka | 6. | 18. července 2015 | Olomouc, Česko                  | antuka     | Kateřina Vaňková    | Karolína Stuchlá Lenka Kunčíková        | 6–1, 4–6, [10–12]     |